# Indicatif régional 731

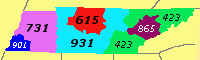
Carte de l'État du Tennessee avec les territoires de ses indicatifs régionaux. L'indicatif régional 731 est en rose.

L'indicatif régional 731 est l'un des indicatifs téléphoniques régionaux de l'État du Tennessee aux États-Unis. Cet indicatif couvre un territoire situé à l'ouest de l'État.
La carte ci-contre indique en rose le territoire couvert par l'indicatif 731.
L'indicatif régional 731 fait partie du Plan de numérotation nord-américain.

## Principales villes desservies par l'indicatif
- Savannah
- Union City
- Jackson
- Lexington
- Dyersburg
- Ripley
- Martin
- Brownsville
- Paris
- Jack's Creek
- Bolivar

## Source
- (en) Cet article est partiellement ou en totalité issu de l’article de Wikipédia en anglais intitulé « Area code 731 » (voir la liste des auteurs).